# Orbis pictus
Orbis Sensualium Pictus lub Orbis Pictus (Świat Zmysłowy w Obrazach lub Świat Malowany rzeczy widocznych i pod zmysły podpadających) – pierwsza książka napisana z myślą o dzieciach, wydana w 1658 roku w Norymberdze. Jej autorem jest Jan Ámos Komenský, zwany również Komeniuszem. Dzieło uznawane jest za jedną z pierwszych książek obrazkowych.

## Charakterystyka dzieła
Książka swoją formą przypomina encyklopedię obrazkową lub ilustrowany elementarz, w którym przedstawiono różne pojęcia, stworzenia, rzeczy, idee i zachowania. Publikacja została podzielona na sto pięćdziesiąt rozdziałów tematycznych dotyczących głównie przyrody i otaczającego świata. Rozdziały w książce, będące zarazem poszczególnymi tematami lekcji, mieszczą się na dwóch przeciwległych stronach i są opatrzone ilustracją drzeworytniczą. Taki układ powoduje, że tytuł rozdziału, ilustracja i tekst główny razem stanowią optyczną całość. Tekst złożono w dwóch kolumnach: po lewej stronie po łacinie, po prawej w języku ojczystym. Tworząc tę encyklopedię, Jan Ámos Komenský po raz pierwszy zastosował nowoczesną wtedy metodę, polegającą na łączeniu zapisanego tekstu z ilustracją będącą jego graficznym odwzorowaniem. Głównym celem tego zabiegu było ułatwienie dzieciom nauki łaciny. 
Książka szybko zyskała uznanie. Dzieci chętnie do niej wracały ze względu na ilustracje towarzyszące tekstowi. Dzieło było tak popularne, że wydawano je bez przerwy aż do początku XIX wieku. Duża popularność tej encyklopedii spowodowała, że zaczęły powstawać nowe wydawnictwa obrazkowe dla młodych czytelników, co dało początek współczesnej książce obrazkowej. Przez sto lat od wydania był to najpopularniejszy podręcznik w Europie, pierwowzór współczesnych materiałów do nauki języków obcych oraz książek konceptowych do nauki pojęć.
Książka ta pierwotnie stanowić miała ulepszoną wersję łacińskiej czytanki Janua linguarum reserata, której zadaniem było ułatwić opanowanie łaciny.

## Wydania
Pierwsze wydanie ukazało się w 1658 roku Norymberdze w Niemczech i zawierało tekst w języku łacińskim i niemieckim. Następnie książkę wydano w języku angielskim, czeskim, włoskim i węgierskim. Pierwsza wersja czterojęzyczna (języki łaciński, niemiecki, włoski i francuski) wydana została w 1666 roku. Ukazało się ogółem dwieście czterdzieści pięć wydań dzieła, wśród których dwieście piętnaście zawierało głównie tekst łaciński, sto osiemdziesiąt – niemiecki, a trzydzieści pięć – polski. Orbis Pictus z tekstem polskim ukazała się po raz pierwszy w roku 1667 i do roku 1800 wydawana była jedenaście razy. Ostatnie wydanie zawierające część polską ukazało się w roku 1876. Tłumaczenie autorstwa Adama Fijałkowskiego opublikowało Wydawnictwo Uniwersytetu Warszawskiego w 2015 roku pt. Świat w obrazach rzeczy dostępnych zmysłom. Jeden z egzemplarzy w języku polskim znajduje się obecnie w zbiorach Biblioteki Książąt Czartoryskich w Krakowie.